# 伊雷塞
伊雷塞是巴西巴伊亚州的一个市镇。总面积313.695平方公里，总人口66061人，人口密度210.6人/平方公里。